# 호원 나들목
호원 나들목(Howon IC)은 경기도 의정부시 호원1동에 설치된 수도권제1순환고속도로의 14-1번 교차로이다. 의정부시내로 진출할 수 있다.

## 역사
2006년 6월 사패산터널 구간을 제외한 퇴계원 나들목 ~ 의정부 나들목 구간이 개통되면서 임시 나들목으로 설치되었으며, 호원 임시 나들목이라고도 불렸고, 의정부 나들목에서 약 1.5km 떨어진 지점에 있었다. 그러나 임시 나들목인 만큼 의정부 나들목을 지난 후 이 나들목 인근에서 오른쪽으로 급커브하는 구조의 평면 교차로로 설치되어서 사고 위험이 높았으며, 고속도로 뿐만 아니라 접속하는 서부로 또한 심각한 정체에 시달렸다.
하지만 사패산터널을 포함한 의정부 나들목 ~ 송추 나들목 구간의 준공이 다가오면서 2007년 9월 말 폐쇄될 예정이라는 발표가 나오자 지역 주민들이 교통난 해소를 위해 나들목을 존치할 것을 요구했지만 사패산터널을 포함한 의정부 나들목 ~ 송추 나들목 구간 공사가 막바지에 이르면서 퇴계원 나들목 ~ 의정부 나들목 구간과 연결하기 위해 2007년 10월 1일 나들목이 폐쇄되었다.
그러나 나들목 폐쇄 이후 의정부 나들목, 동부간선도로, 의정부 도심도로 등이 교통정체를 빚으면서 양주와 포천 등 인접 지자체와 의정부 서부지역 주민들이 호원 나들목의 재설치를 요구함에 따라 2012년 3월 30일에 재시공되었으며, 2015년 5월 28일에 재개통되었다.

## 연혁
- 1993년 12월 30일 : 의정부시 도시계획시설 교통광장에 호원동 일원을 고시[8]
- 2006년 6월 30일 : 서울외곽순환고속도로 퇴계원 ~ 의정부 구간 개통과 함께 임시 나들목으로 영업 개시[9]
- 2007년 10월 1일 : 사패산터널을 포함한 의정부 나들목 ~ 송추 나들목 구간과 직결을 위해 나들목 폐쇄[5]
- 2012년 3월 30일 : 나들목 재공사 착공
- 2012년 5월 1일 : 나들목 신설을 위해 의정부시 도시계획시설 교통광장에 호원동 일원을 호원 나들목으로 고시[10]
- 2015년 5월 28일 : 성남 기점 44.2km 위치에 나들목 재개통[11]

## 구조물 정보
의정부시 서부 외곽 지역을 도는 서부로가 개설되면서 의정부 ~ 서울간 이동 차량에 통행 요금을 징수하기 위해 설치했던 의정부 요금소 부지를 활용한 것으로, 2013년 방치되고 있던 의정부 요금소를 철거하고 이 나들목을 다시 건설했다.
- 위치: 경기도 의정부시 호원1동
- 영업소: 경기도 의정부시 서부로 130 (호원동)

## 접속하는 도로
- 서부로

## 교통량 정보
아래 정보는 월간 교통량을 일간 교통량으로 환산한 것이다.
| 구간          | 통행량 (대/일) | 통행량 (대/일) | 통행량 (대/일) | 통행량 (대/일) | 통행량 (대/일) | 통행량 (대/일) | 통행량 (대/일) | 통행량 (대/일) | 통행량 (대/일) | 통행량 (대/일) | 통행량 (대/일) | 통행량 (대/일) | 통행량 (대/일) | 통행량 (대/일) | 각주   |
| 구간          | 2001년         | 2002년         | 2003년         | 2004년         | 2005년         | 2006년         | 2007년         | 2008년         | 2009년         | 2010년         | 2011년         | 2012년         | 2013년         | 2014년         | 각주   |
| ------------- | -------------- | -------------- | -------------- | -------------- | -------------- | -------------- | -------------- | -------------- | -------------- | -------------- | -------------- | -------------- | -------------- | -------------- | ------ |
| 호원 → 송추   | 미개통         | 미개통         | 미개통         | 미개통         | 미개통         | 미개통         | 14,448         | 21,854         | 30,082         | 33,916         | 34,720         | 36,130         | 38,523         | 41,664         | [ 12 ] |
| 송추 → 호원   | 미개통         | 미개통         | 미개통         | 미개통         | 미개통         | 미개통         | 15,955         | 24,831         | 34,095         | 38,590         | 38,830         | 39,267         | 41,203         | 44,460         | [ 12 ] |
| 호원 → 의정부 | 미개통         | 미개통         | 미개통         | 미개통         | 미개통         | 미개통         | 미개통         | 미개통         | 미개통         | 미개통         | 미개통         | 미개통         | 미개통         | 미개통         | [ 12 ] |
| 의정부 → 호원 | 미개통         | 미개통         | 미개통         | 미개통         | 미개통         | 미개통         | 미개통         | 미개통         | 미개통         | 미개통         | 미개통         | 미개통         | 미개통         | 미개통         | [ 12 ] |

## 통행료 문제
호원 나들목이 다시 개설되기로 결정하면서 기존 의정부 나들목과 이 나들목간 거리는 약 1.6km 떨어져 있는데 요금소가 개설될 경우 거리 비례로만 책정할 경우 300원을 징수해야 하지만 규정상 최소요금제를 적용할 경우 1,000원을 징수하도록 되어 있어 요금 체계를 조정해야 한다는 지적이 제기되었다. 이 때문에 언론에서 서울외곽순환고속도로 민자 구간을 운영하는 서울고속도로에서 장삿속을 보인다는 논란이 발생했고, 의정부시 의회에서 통행료 1,000원은 너무 비싸다며 반발했다. 한편 국토교통부는 2014년 10월 "호원IC 요금체계 및 운영방안 연구용역"을 의뢰해 중재한 결과 의정부 나들목 ~ 호원 나들목 간 이용 요금을 800원으로 책정했다. 한편 2015년 5월 28일부터 재개통 기념으로 2015년 6월 25일까지 4주간 무료통행을 실시하였다.